# Weekend für zwei
Weekend für zwei ist ein französisches Filmdrama von Nicole Garcia aus dem Jahr 1990.

## Handlung
Camilles Zeit als vielbeschäftigte Schauspielerin ist schon länger vorbei. Über die Arbeit ging ihr Familienleben in die Brüche und sie verließ ihren Mann Adrian, der das Sorgerecht für ihre beiden Kinder – den zehnjährigen Vincent und die vierjährige Gaëlle – hat. Sie sieht beide nur an jedem zweiten Wochenende. Die Beziehung zu den Kindern ist auch distanziert, weil sie einige Zeit ohne Zustimmung Camilles mit dem Vater in den Vereinigten Staaten lebten. Nun steht erneut ein gemeinsames Wochenende mit den Kindern bevor, doch hat Camilles Agent ihr einen Moderationsjob bei einer Feier des Rotary Club in Vichy besorgt. Da Camille auf das Engagement angewiesen ist, fährt sie mit ihren Kindern nach Vichy. Adrian erfährt davon und kündigt ihr an, beide Kinder noch am Abend der Veranstaltung abzuholen. Überstürzt bricht Camille noch während der laufenden Veranstaltung mit den Kindern auf.
Sie fährt mit den Kindern ans Meer, wo sie versucht, eine unbeschwerte Zeit zu verbringen und sich ihren Kindern anzunähern. Es zeigt sich dabei zunehmend, dass sie mit der Aufsicht beider Kinder überfordert ist. Zunächst gelingt es ihr kaum, auf die Kinder einzugehen, doch erkennt sie bald, dass sich der verschlossene Vincent für Astronomie interessiert. Er weiß, dass in wenigen Tagen ein Meteoritenschauer auf der Erde niedergehen wird. Camille meint, dass er auf einer Ebene irgendwo im Süden sichtbar sein muss, und nimmt Spanien als mögliche Gegend an. Vor den Kindern gibt sie vor, mit Adrian gesprochen zu haben. Er werde sie am Mittwoch in Perpignan erwarten. Auf der Straße gen Perpignan werden die drei von der Polizei festgehalten, hatte Camille die Strecke von Vichy aus doch mit einem Leihwagen bestritten, der längst hätte zurückgegeben werden müssen.
Sie dürfen die Fahrt nach Montpellier fortsetzen, sollen dann jedoch mit Paris in Verbindung treten, wo man Camille bereits sucht. In Montpellier gesteht Camille Vincent, dass sie ihn belogen hat. Sie hatte den Treff mit Adrian in Perpignan vorgegeben, um länger mit ihren Kindern zusammen sein zu können. Vincent reißt aus, kehrt jedoch wenig später zu Camille zurück. Die reist mit den Kindern weiter. Sie trifft sich mit ihrem Bruder, der zwar weiß, dass Adrian nach ihr sucht, ihr und den Kindern jedoch seinen Wagen zur Weiterfahrt zur Verfügung stellt. Camille will mit Vincent und Gaëlle nun nach Spanien fahren und vor allem für Vincent die Ebene aufsuchen, auf der sie den Niedergang des Meteoritenschauers vermutet. Die kleine Familie gelangt nach Spanien, doch hat Vincent schon bald genug und will nach Hause. Am Tag des vermuteten Meteoritenregens erscheint Adrian im Hotel in Spanien. Er ist Camille und den Kindern gefolgt, macht seiner Exfrau jedoch keine Vorwürfe. Er glaubt, dass die letzten fünf Tage möglicherweise eine Chance für ihre Beziehung sein könnten. Camille macht ihm jedoch deutlich, dass die Trennung endgültig ist, zumal sie erkannt hat, dass sie das Zusammenleben mit den Kindern auf Dauer nicht bewältigen könnte. Adrian ist enttäuscht, reist mit beiden Kindern jedoch ohne Zorn ab. Camille bleibt länger in Spanien. Am Abend begibt sie sich allein auf die Ebene und sieht schließlich den Beginn des Meteoritenschauers.

## Produktion
Weekend für zwei war das Regiedebüt von Schauspielerin Nicole Garcia, die bis dahin nur den Kurzfilm 15 août (1986) als Regisseurin realisiert hatte. Der Film wurde in Südfrankreich, darunter im Département Hérault, gedreht. Drehorte waren unter anderem Vichy (u. a. Pavillon Sevigné, Restaurant Patio Albert 1er) und Montpellier (Brasserie du Theatre Montpellier). Die Kostüme schuf Lyvia D’Alche, die Filmbauten stammen von Jean-Baptiste Poirot. Erster Regieassistent war Radu Mihăileanu.
Weekend für zwei kam am 29. August 1990 in die französischen Kinos. In Deutschland wurde der Film am 25. Juni 1992 auf Tele 5 direkt im Fernsehen gezeigt.

## Kritik
Für den film-dienst war Weekend für zwei ein „feinfühliger, intensiver Film, der unaufdringlich zeigt, wie unter einer Scheidung alle Beteiligten leiden, vor allem aber die Kinder.“ „Feinfühlig inszeniert, etwas langatmig“, fasste Cinema zusammen.

## Auszeichnungen

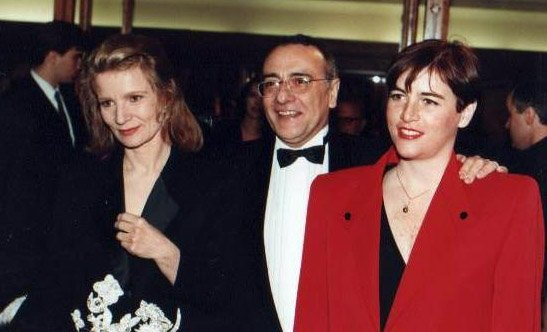
Nicole Garcia (links) auf der César-Verleihung 1991

Weekend für zwei wurde 1991 für zwei Césars nominiert: in den Kategorien Beste Hauptdarstellerin (Nathalie Baye) und Bestes Erstlingswerk (Nicole Garcia).